# Jakow Grigorjewitsch Kreiser

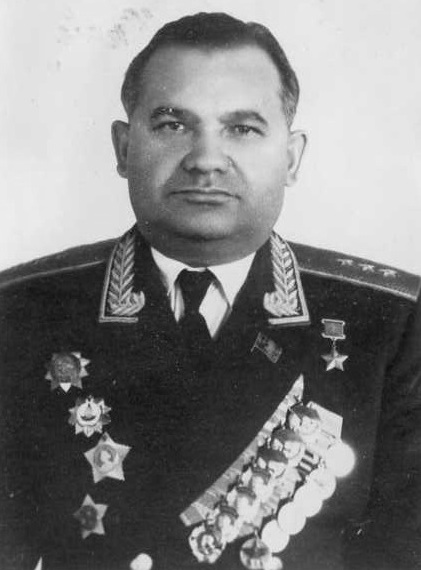
Jakow Grigorjewitsch Kreiser

Jakow Grigorjewitsch Kreiser (russisch Яков Григорьевич Крейзер; * 4. November 1905 in Woronesch; † 29. November 1969 in Moskau) war ein sowjetischer Armeegeneral. Er war der einzige sowjetische Militärführer jüdischer Herkunft, der den Rang eines Armeegenerals erreichte. Kreiser war Mitglied des Jüdischen Antifaschistischen Komitees und wurde in dessen Präsidium gewählt. Seine dortigen, weitgehend unbekannten Aktivitäten sind Gegenstand aktueller Forschungsbemühungen. Dank der israelischen Organisation Ma'alot wurden Beschlüsse gefasst, den Namen General Kreiser an zwei Straßen – in Aschdod und Lod – zu vergeben.

## Leben

### Frühe Karriere
Geboren wurde Kreiser am 4. November 1905 in Woronesch in einer jüdischen Familie.
Weil sein Großvater als Kantonist in der Kaiserlich Russischen Armee gedient hatte, durften sich die Eltern von Kreiser außerhalb des für Juden bestimmten Ansiedlungsrayons niederlassen.
Kreiser trat 1921 in die Roten Armee ein und besuchte die Infanterie-Schule in Woronesch. Er erreichte nach Abschluss den Dienstgrad eines Zugführers. Ab 1928 diente Kreiser in der 1. Moskauer-Proletarier-Infanterie-Division, in der er vom Kompaniekommandeur bis zum Regimentskommandeur aufstieg.
In den Jahren 1939 und 1940 war er zuerst stellvertretender Kommandeur und später Kommandeur der 172. Infanterie-Division. Nach dem Lehrgang an der Frunse-Militärakademie wurde er am 1. März 1941 Kommandeur der 1. Moskauer-Proletarier-Infanterie-Division.

### Im Zweiten Weltkrieg
Anfang Juli 1941 hat Kreisers 1. motorisierte Schützen-Division zehn Tage lang den Vorstoß der deutschen 18. Panzer-Division entlang der Autobahn Minsk-Moskau aufgehalten. Kreisers Division war mit gut ausgebildetem Personal und mit T-34-Panzern ausgestattet, er  setzte erfolgreich auf die Taktik der mobilen Verteidigung. Dadurch gewann die Rote Armee die nötige Zeit, um die anrückenden Kräfte der zweiten Staffel in neuen Verteidigungsstellungen entlang des Dnepr zu etablieren. Bei der Verteidigung der Beresina-Linie im Raum Borissow konnte Kreiser den Vorstoß der Panzerverbände von Heinz Guderian zwei Tage lang aufhalten und fügte dabei dem Gegner hohe Verluste zu. Dieser Einsatz wird als ein wichtiger Beitrag für die Schwächung und Abbremsung der vorrückenden deutschen Truppen und damit die Rettung von Moskau gewertet. Als die deutsche Übermacht weiteres Halten unmöglich machte, zog sich Kreisers Division entlang der Autobahn nach Orscha zurück. Per Dekret des Präsidiums des Obersten Sowjets der UdSSR vom 22. Juli 1941 wurde Kreiser für  seine Tapferkeit und für die effektive Führung seiner Truppen mit dem Ehrentitel Held der Sowjetunion, dem Leninorden und der Medaille mit dem goldenen Stern ausgezeichnet.
Am 25. Juli wurde Kreiser während der Schlacht um Smolensk verwundet und musste sein Kommando an Oberst Alexander Lisjukow übertragen. Kreiser wurde nach Moskau zurückgerufen und am 7. August 1941 zum Generalmajor befördert. Vom 25. August bis zum 13. Dezember 1941 führte er während der Kesselschlacht von Brjansk im Verband der Brjansker Front die 3. Armee, deren Reste auf Jefremow zurückwichen. Im Februar 1942 absolvierte er einen beschleunigten Führerkurs der Frunse-Militärakademie, heute die Militärakademie des Generalstabs.
Im Mai 1942 wurde er zur Südfront berufen und zum stellvertretenden Kommandeur der 57. Armee  ernannt, welche in den Kessel von Charkow geriet. Im September 1942 wurde er zum Kommandeur der 1. Reservearmee ernannt, die im Oktober zur 2. Gardearmee umbenannt wurde und im November in General Malinowski einen neuen Kommandeur fand. Kreiser blieb als Stellvertreter bei dieser Armee und wurde bei den Kämpfen südlich von Stalingrad verwundet. Nach seiner Genesung übernahm er im Februar 1943 abermals das Kommando über die 2. Gardearmee, die jetzt im Verband der Südfront stand.
Unter General Fjodor Tolbuchin nahmen seine Truppen an der Rostower Operation und am Angriff gegen die Mius-Stellung (17. Juli bis zum 2. August 1943) teil.
Wegen schwerer Verluste und Erfolglosigkeit wurde Kreiser am 30. Juli 1943 durch Generalleutnant G. F. Sacharow ersetzt. Am 2. August erhielt er die Führung der 51. Armee, die an der Donbass-Offensive (13. August – 22. September 1943) beteiligt war. Kreisers 51. Armee zeichnete sich infolge bei den Kämpfen um Melitopol und beim Kampf um den Dnjepr-Brückenkopf bei Kriwoi Rog aus.
Im Frühjahr 1944 eroberten seine Truppen nach dem Durchbruch der Landenge bei Perekop große Teile der Halbinsel Krim zurück und beteiligten sich an der Rückeroberung von Sewastopol. Im Juli 1944 griff die 51. Armee in die Schlacht um Polozk ein, wurde im Raum Schaulen gegen das deutsche Unternehmen Doppelkopf eingesetzt und war auch an der Rückeroberung von Riga beteiligt. Anfang 1945 führten Kreisers Truppen die Zerschlagung des deutschen Brückenkopfs von Memel durch und waren dann Bestandteil der Blockadetruppen, welche die deutsche Heeresgruppe Kurland angriffen.

### Nachkriegszeit
Im Juli 1945 wurde Kreiser Generaloberst und Kommandeur der 45. Armee im Militärbezirk Transkaukasien (Hauptquartier Tiflis). Von April 1946 bis April 1948 war er Kommandeur der 7. Gardearmee. Im April 1949 absolvierte er höhere akademische Führerkurse an der Woroschilow-Militärakademie. Im April 1949 übernahm er die Führung der 38. Armee im Militärbezirk Karpaten.
Von 1955 bis 1958 befehligte er den Militärbezirk Südural, von 1958 bis 1960 Transbaikal, von 1960 bis 1961 den Militärbezirk Ural und bis 1963 den Militärbezirk Fernost. Im Juli 1962 stieg er in den Rang eines Armeegenerals auf. Von November 1963 bis Mai 1969 war er Leiter der Kursanstalt „Wystrel“, einer Höheren Schützen-Lehreinrichtung für Kommandeure. Von 1962 bis 1966 war er auch Mitglied des Obersten Sowjets der UdSSR, gleichzeitig fungierte er als Mitglied der Zentralen Rechnungsprüfungskommission der KPdSU.
Kreiser verstarb 1969 und wurde auf dem Moskauer Nowodewitschi-Friedhof begraben.

## Auszeichnungen (Auswahl)
- Bogdan-Chmelnizki-Orden I. Klasse[2] (1944)
- Held der Sowjetunion (1941)
- Kutusoworden I. Klasse[2] (1943)
- Leninorden (fünffache Auszeichnung; 1936, 1941, 1945, 1955 und 1965)
- Rotbannerorden (vierfache Auszeichnung; 1944, 1945, 1951 und 1968)
- Suworow-Orden (1. Stufe 1944 und 2. Stufe 1943)
- Jubiläumsmedaille „XX Jahre Rote Arbeiter-und-Bauern-Armee“ (1938)